# عربه قزحیا
عربه قزحیا (به عربی: عربة قزحيا) یک منطقهٔ مسکونی در لبنان است که در شهرستان زغرتا واقع شده‌است.
 عربه قزحیا ۲٫۰ کیلومتر مربع مساحت دارد  ۱٬۰۰۰ متر بالاتر از سطح دریا واقع شده‌است.